# Edita Randová
 (décembre 2017).
Si vous disposez d'ouvrages ou d'articles de référence ou si vous connaissez des sites web de qualité traitant du thème abordé ici, merci de compléter l'article en donnant les références utiles à sa vérifiabilité et en les liant à la section « Notes et références ».
Edita Randová, née le 28 décembre 1965 à Prague, est une chanteuse d'opéra mezzo-soprano tchèque.

## Biographie
Edita Randová a pris des cours privés de chant et de piano. À l'âge de cinq ans, elle a commencé à fréquenter l'école primaire, spécialisée dans le domaine du chant choral. Au début de sa carrière artistique, elle a eu une formation de technique vocale et de chant de Milada Musilová, puis a continué à étudier chez Ivana Mixová et Marta Boháčová, et a suivi des cours de piano avec Miroslava Cihlářová. Elle a commencé sa carrière en tant que membre du Théâtre musical de Karlín et de l'Opéra d’État de Prague. Au fil du temps, Edita Randová est devenue membre invité de nombreux théâtres étrangers.
Edita Randová est non seulement une artiste de théâtre, mais elle est surtout une chanteuse. En 2000, elle a fait une grande tournée de concerts en République tchèque nommée Le Printemps tchèque avec Edita Randová. En 2003, le ministère des Affaires étrangères tchèque lui a demandé de promouvoir la musique tchèque en Australie. Elle a joué sur scène à Barcelone, Bratislava, Londres, Milan, Sydney, Mexico, Chicago et dans de nombreuses autres villes, chantant aussi au célèbre Carnegie Hall de New York et lors de festivals internationaux en Espagne, au Portugal, en Italie, en France, en Slovaquie, en Slovénie, en Hongrie, en Autriche, en Grande-Bretagne, en Pologne, en Allemagne, en Finlande, au Norvège, en Australie, aux États-Unis, au Brésil, en Chine ou au Mexique.
Elle coopère avec des ensembles symphoniques et des organisations tels que SOČR, FOK, Philharmonie de chambre de Pardubice, Orchestre philharmonique de Hradec Králové, Orchestre symphonique de Carlsbad, Orchestre symphonique de Bohême de l'Ouest de Mariánské Lázně, Camerata Polifonica Siciliana, Orchestre de chambre de Londres, Chesapeake Orchestra, Orchestre de chambre de Lincolnwood, Philharmonie de Gaia, Sinfonica de la province de Bari, Orquestra Sinfónica au Teatro Nacional Claudio Santoro, Orquestra Sinfônica da Bahia, Orchestre de chambre de Morelos, Orchestre symphonique de l'UAC, Orchestre philharmonique d'État d'Oaxaca. Elle travaille sous la direction d'éminents chefs d'orchestre tchèques et internationaux.
Les critiques apprécient particulièrement une large gamme des chansons du genre alto au mezzo-soprano dramatique et la couleur captivante de sa voix, couplée avec des larges moyens expressifs, soutenus par des techniques de chant parfaites[réf. nécessaire]. Edita Randová a un répertoire d'opéra et de concert riche, comprenant des oratoires, des cantates, des messes, des cycles de mélodies, des chansons des vieux maîtres et aussi des œuvres contemporaines des grands compositeurs du monde. Beaucoup d'entre eux ont dédié ses chansons à elle.
Ses enregistrements les plus importants incluent par exemple le CD avec des chansons d'Antonín Dvořák. Elle enregistre régulièrement des chansons pour la radio tchèque. Les enregistrements d'Edita Randová ont été diffusés sur des stations de radio en Italie, en Australie, en France et en Argentine.

## Récompenses
- European Union of Arts - prix Gustav Mahler
- Reconnaissance culturelle, médaille d'or internationale en 2010
- Premio Artistico LiberArte 2010, Riconoscimento speciale musica